# La Chapelle-Bouëxic
Pour les articles homonymes, voir La Chapelle.
La Chapelle-Bouëxic (prononcé [laʃapɛlbwesi]) est une commune française située dans le département d'Ille-et-Vilaine en Région Bretagne. Elle fait partie de Vallons de Haute-Bretagne Communauté.

## Géographie

### Situation
| Bovel       | Baulon              |         |
| Val-d'Anast | La Chapelle-Bouëxic | Guignen |
|             | Mernel              |         |

### Relief et hydrographie

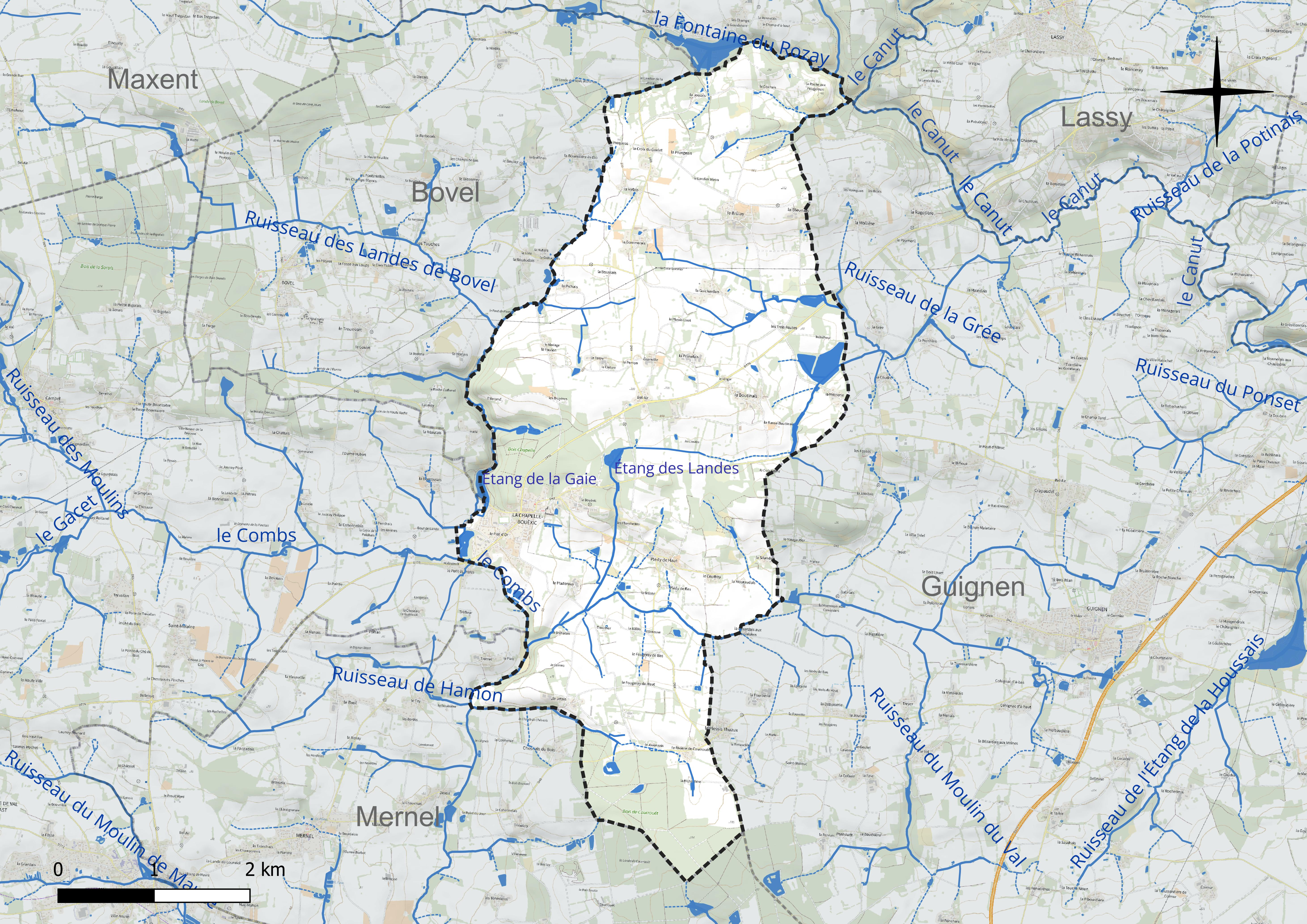
Carte du réseau hydrographique de La Chapelle-Bouëxic.
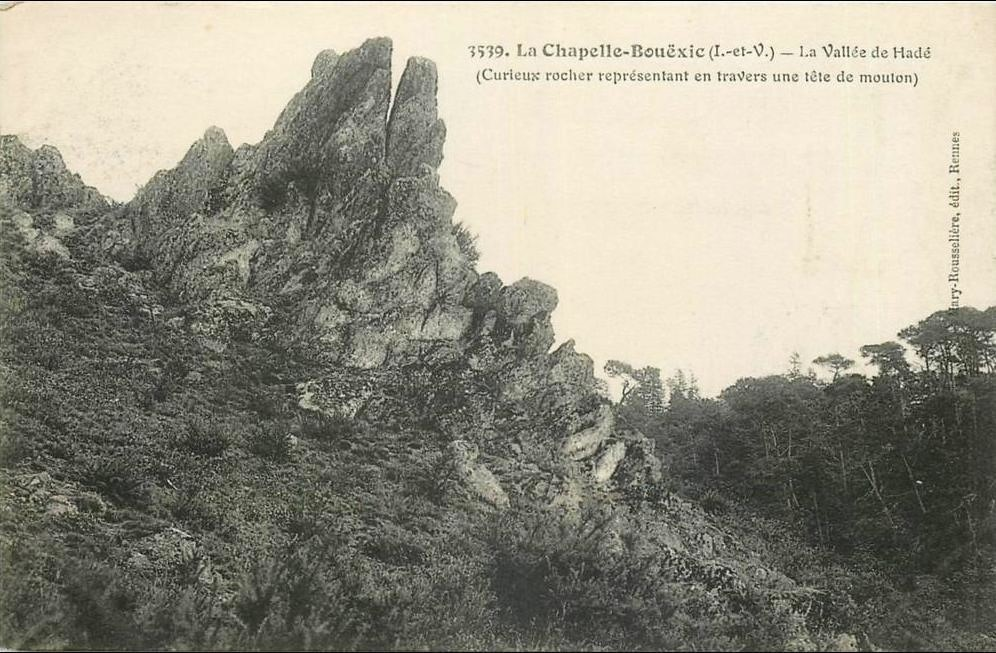
La Chapelle-Bouëxic ː rochers dans la vallée du Hadé (carte postale, début XXe siècle).
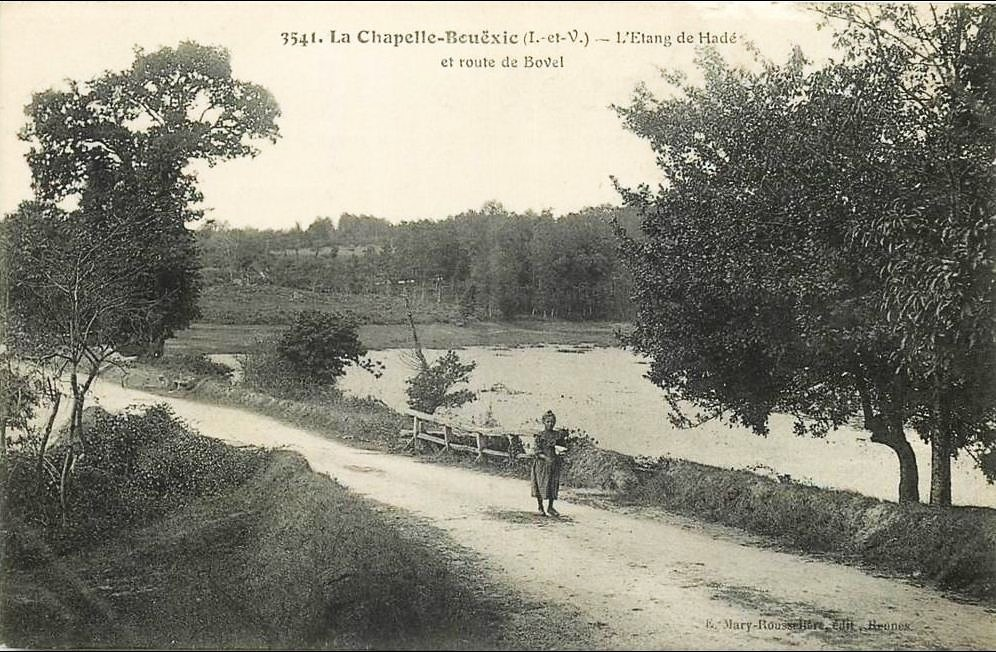
La Chapelle-Bouëxic : l'étang du Hadé (étang de la Gaie) et la route de Bovel au début du XXe siècle (carte postale).
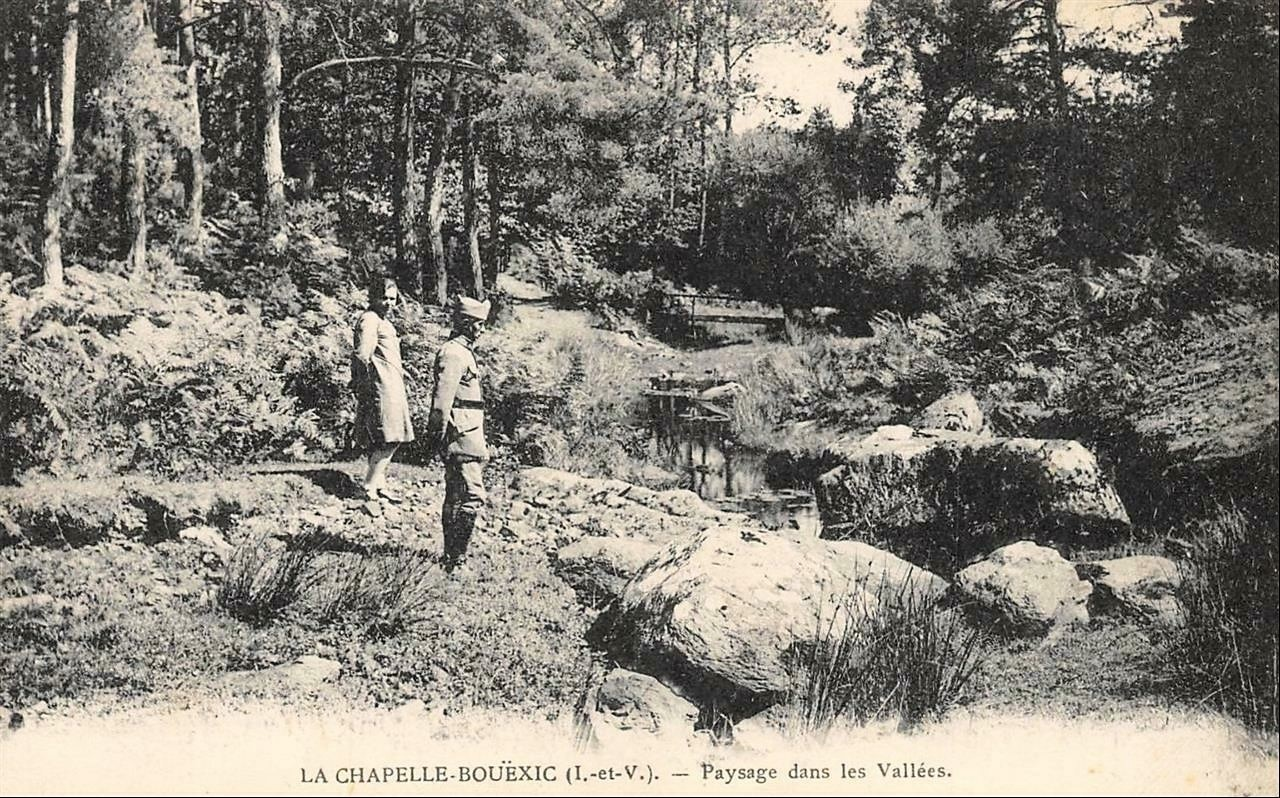
La Chapelle-Bouëxic ː paysage de vallée au début du XXe siècle (carte postale).

Louis Grillet écrit en 1965 que la vallée du Hadé, 500 mètres avant La Chapelle-Bouëxic, quand on arrive par la route de Campel, est l'une des promenades favorites des Rennais, quand arrivent les beaux jours. « C'est l'un des coins les plus reposants de cette région, avec ses rochers escarpés, ses pentes boisées, son bel étang et ses hautes futaies ».

### Géologie
Le bourg de la Chapelle-Bouëxic est situé sur le contact entre les dalles de schistes pourprés  et la siltite briovérienne ; des poudingues de Gourin affleurent au niveau de l'étang de la Gaie

### Hydrographie
Pour un article plus général, voir Réseau hydrographique d'Ille-et-Vilaine.
La commune est située dans le bassin Loire-Bretagne. Elle est drainée par le Combs, la Fontaine du Rozay, le ruisseau de la Hesnais, le ruisseau des Biardiaux, le ruisseau de la Bourousais, le ruisseau de la Thébaudière, le ruisseau des Grées thébault et le ruisseau des Rouyères,,.
Le Combs, d'une longueur de 22 km, prend sa source dans la commune de Val d'Anast et se jette  dans l'Aff  à Bruc-sur-Aff, après avoir traversé huit communes. 

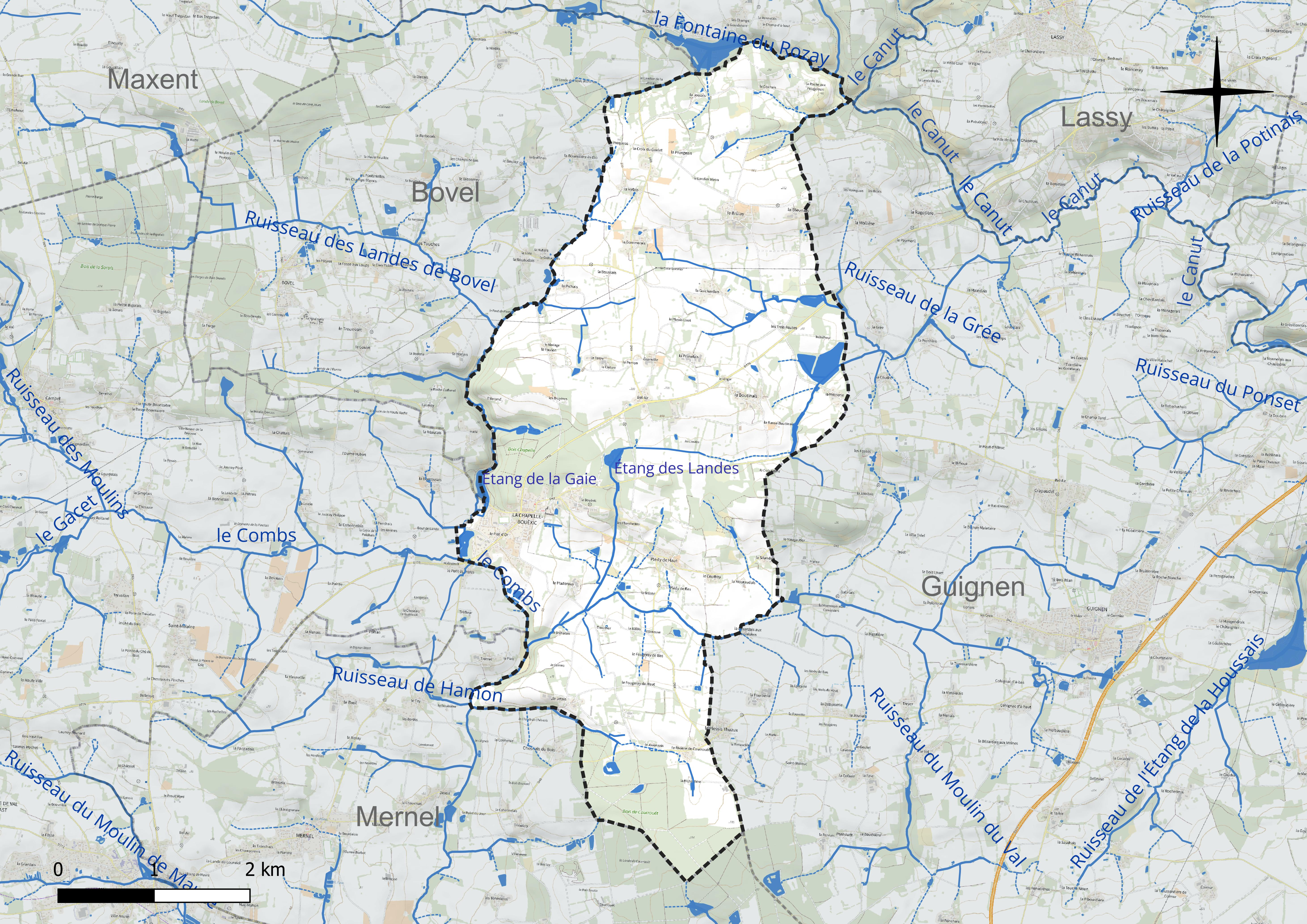
Réseau hydrographique de la La Chapelle-Bouëxic.

Trois plans d'eau complètent le réseau hydrographique : l'étang de Bélouze, d'une superficie totale de 14,3 ha (0,03 ha sur la commune), l'étang de la Gaie, d'une superficie totale de 3 ha (1,31 ha sur la commune) et l'étang des Landes (2,84 ha),.

### Climat
Pour des articles plus généraux, voir Climat de la Bretagne et Climat d'Ille-et-Vilaine.
En 2010, le climat de la commune est de type climat océanique altéré, selon une étude du CNRS s'appuyant sur une série de données couvrant la période 1971-2000. En 2020, Météo-France publie une typologie des climats de la France métropolitaine dans laquelle la commune est exposée à un climat océanique et est dans la région climatique  Bretagne orientale et méridionale, Pays nantais, Vendée, caractérisée par une faible pluviométrie en été et une bonne insolation. Parallèlement l'observatoire de l'environnement en Bretagne publie en 2020 un zonage climatique de la région Bretagne, s'appuyant sur des données de Météo-France de 2009. La commune est, selon ce zonage, dans la zone « Intérieur Est », avec des hivers frais, des étés chauds et des pluies modérées.
Pour la période 1971-2000, la température annuelle moyenne est de 11,5 °C, avec une amplitude thermique annuelle de 13,1 °C. Le cumul annuel moyen de précipitations est de 796 mm, avec 12,8 jours de précipitations en janvier et 6,3 jours en juillet. Pour la période 1991-2020, la température moyenne annuelle observée sur la station météorologique la plus proche, située sur la commune de Guer à 14 km à vol d'oiseau, est de 12,3 °C et le cumul annuel moyen de précipitations est de 872,7 mm,. Pour l'avenir, les paramètres climatiques de la commune estimés pour 2050 selon différents scénarios d'émission de gaz à effet de serre sont consultables sur un site dédié publié par Météo-France en novembre 2022.

### Paysages et habitat

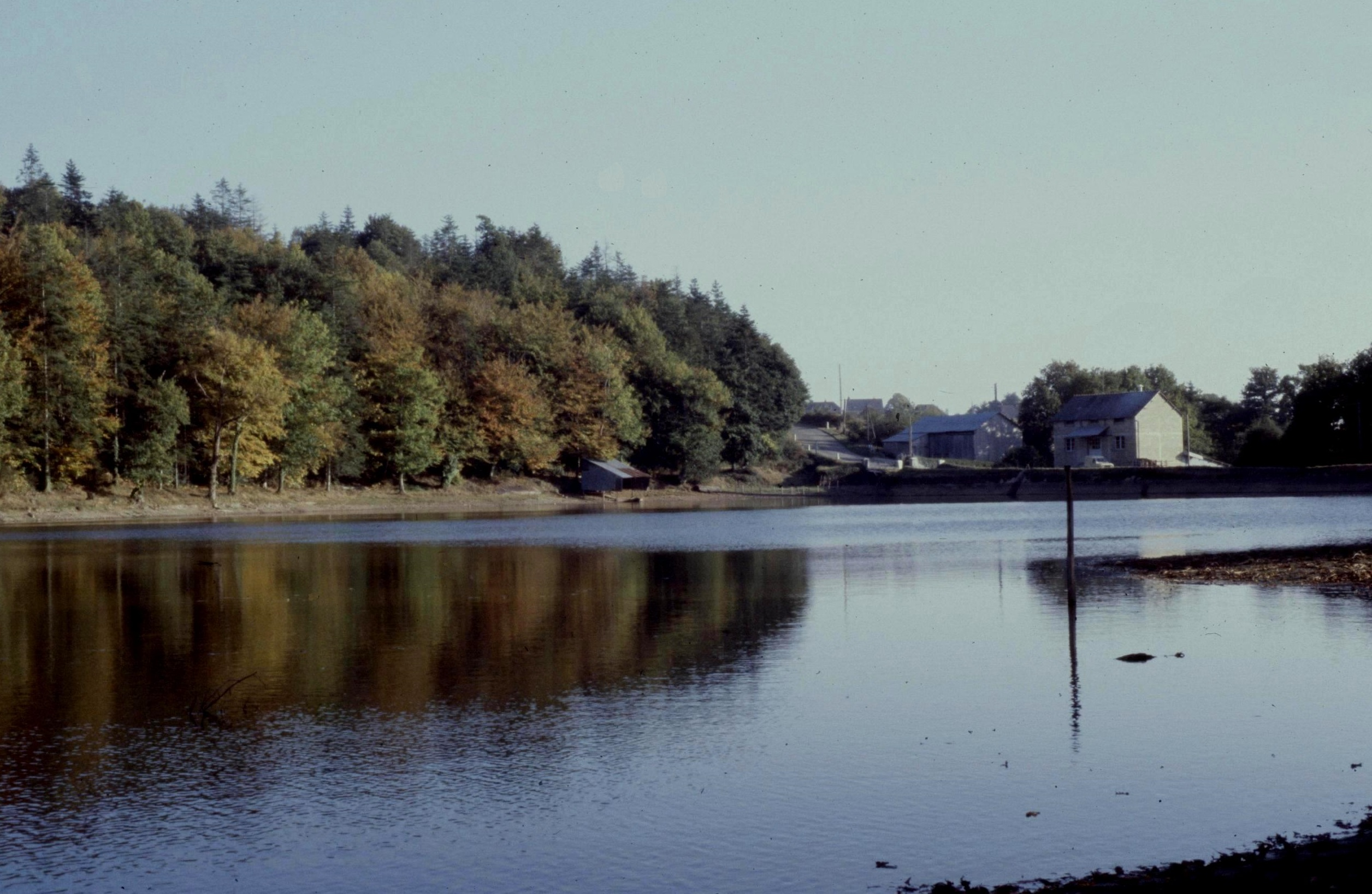
L'étang des Landes à La Chapelle-Bouëxic.
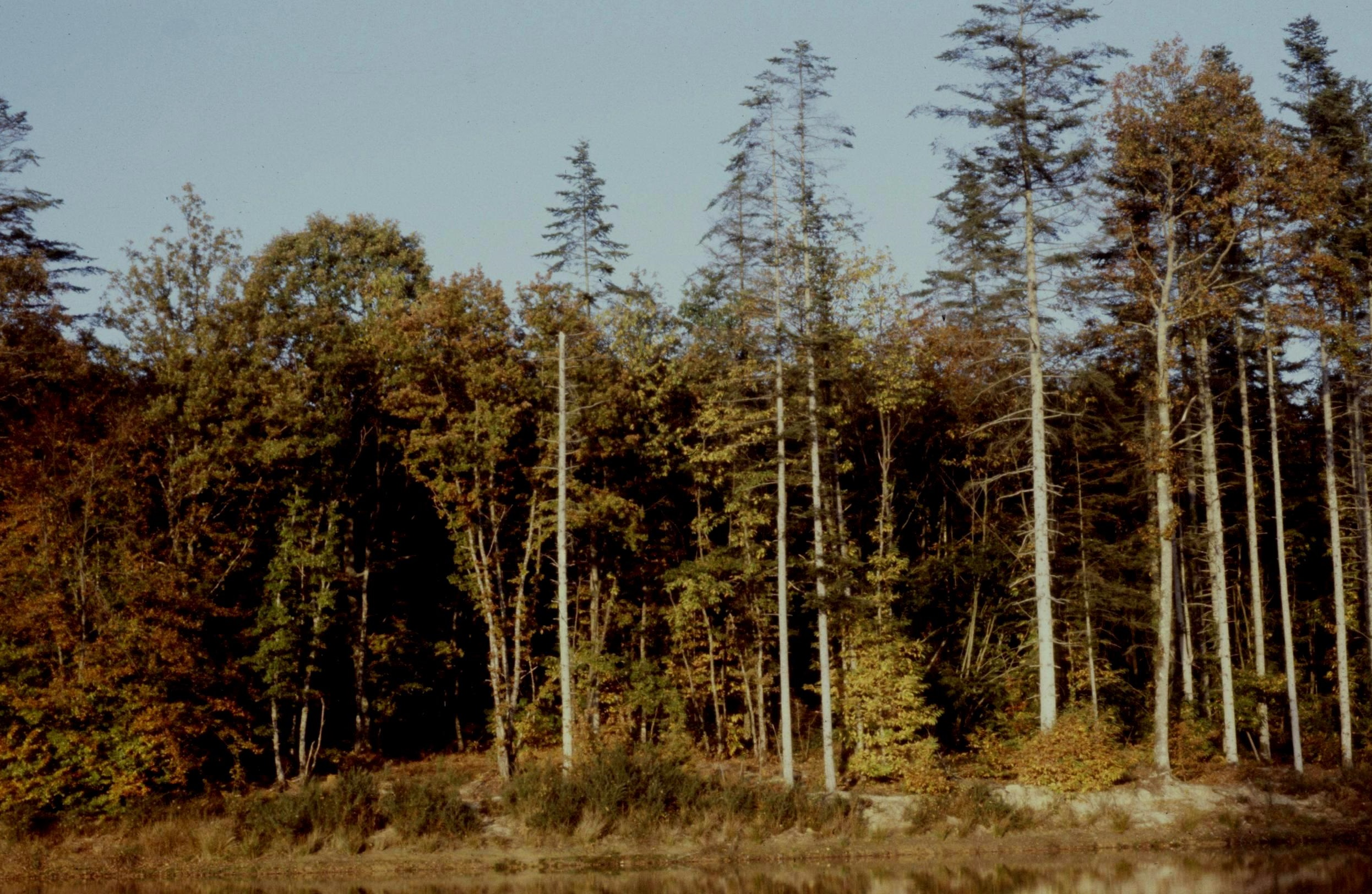
Le bois Chapelle à proximité de l'étang des Landes.
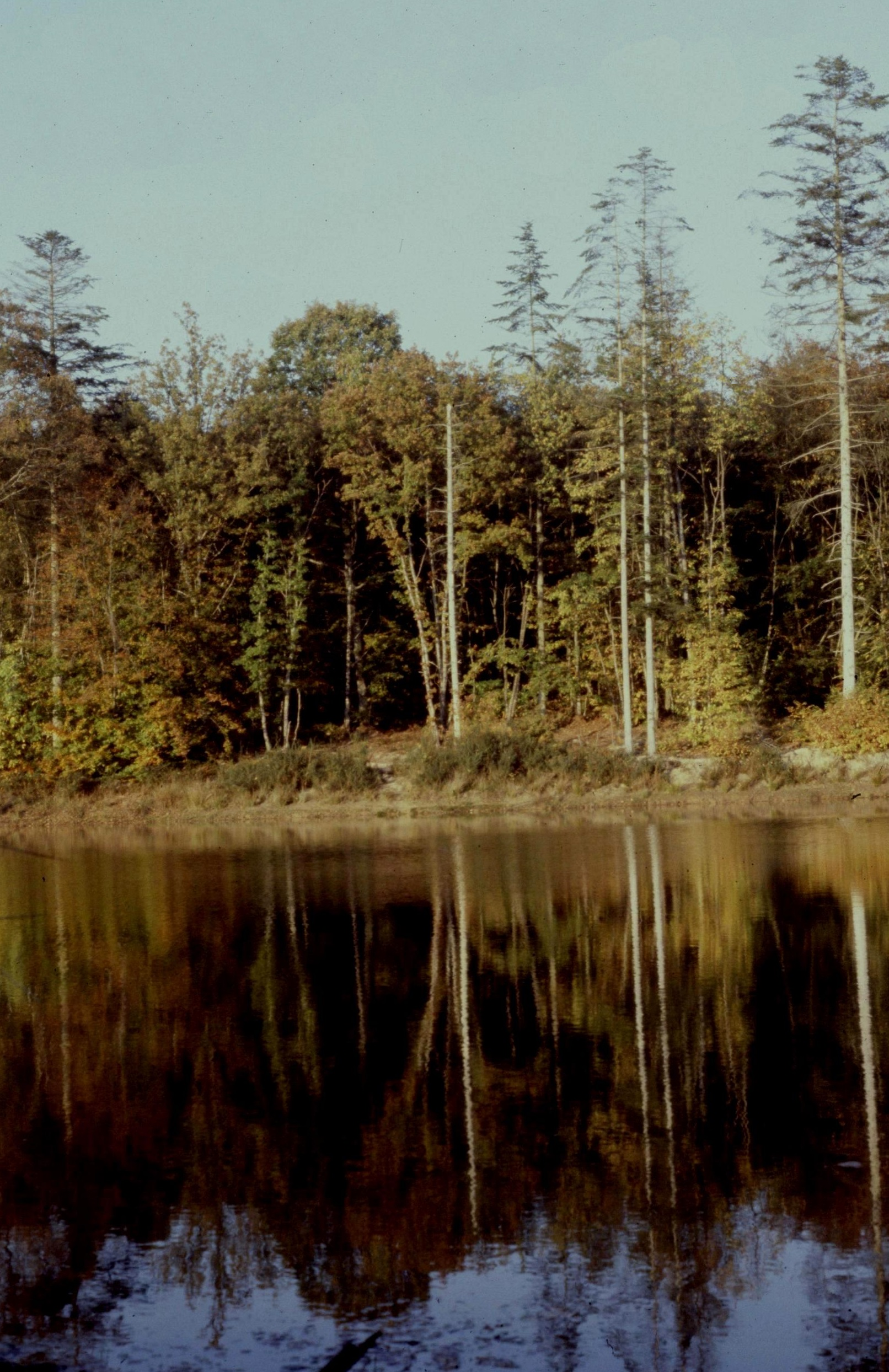
Le Bois Chapelle et l'étang des Landes.

## Urbanisme

### Typologie
Au 1er janvier 2024, La Chapelle-Bouëxic est catégorisée commune rurale à habitat dispersé, selon la nouvelle grille communale de densité à sept niveaux définie par l'Insee en 2022.
Elle est située hors unité urbaine. Par ailleurs la commune fait partie de l'aire d'attraction de Rennes, dont elle est une commune de la couronne,. Cette aire, qui regroupe 183 communes, est catégorisée dans les aires de 700 000 habitants ou plus (hors Paris),.

### Occupation des sols
L'occupation des sols de la commune, telle qu'elle ressort de la base de données européenne d'occupation biophysique des sols Corine Land Cover (CLC), est marquée par l'importance des territoires agricoles (80,7 % en 2018), une proportion sensiblement équivalente à celle de 1990 (81,5 %). La répartition détaillée en 2018 est la suivante : 
terres arables (38,6 %), zones agricoles hétérogènes (30,6 %), forêts (17,2 %), prairies (11,5 %), zones urbanisées (2,1 %). L'évolution de l'occupation des sols de la commune et de ses infrastructures peut être observée sur les différentes représentations cartographiques du territoire : la carte de Cassini (XVIIIe siècle), la carte d'état-major (1820-1866) et les cartes ou photos aériennes de l'IGN pour la période actuelle (1950 à aujourd'hui).

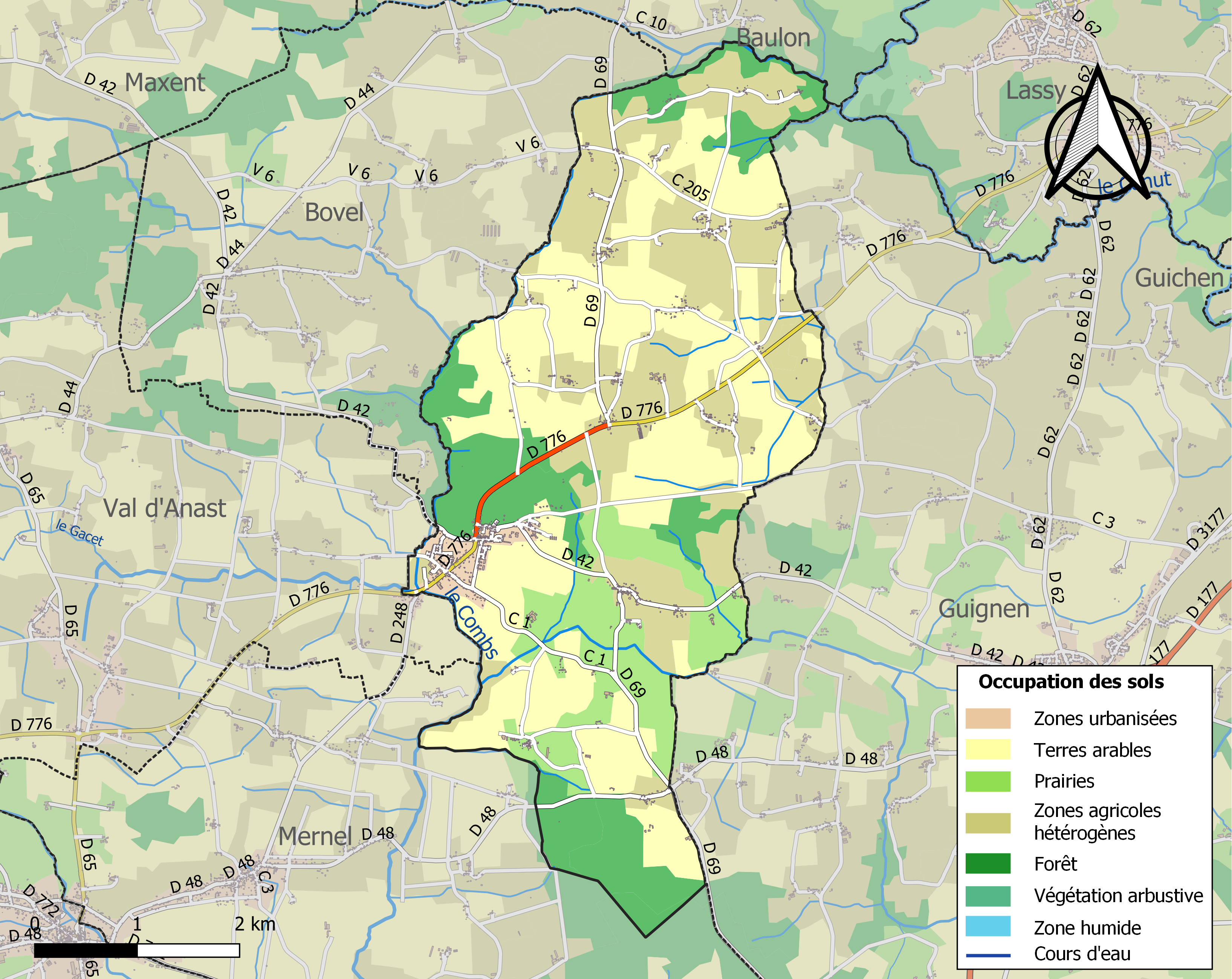
Carte des infrastructures et de l'occupation des sols de la commune en 2018 (CLC).

## Toponymie
Du latin buxus : le buis.
Le nom de la commune en gallo est La Chapelle-Bouessi prononcé [laʃapɛlbwesi].

## Histoire

### Époque gallo-romaine
Lors de travaux dans le village, des substructions et tranchées furent découvertes ; des tegulae et des tessons de céramiques communes ont été collectés. L'ensemble est interprété comme une partie d'un ensemble agricole gallo-romain. Un puits gallo-romain, contenant des tegulae, des pierres et des outils en bois, a également été découvert, non loin de l'édifice précité.

### Moyen-Âge
La chapelle du Bouëxic, qui a donné son nom au manoir du Bouëxic, existait déjà en 1427, puisque le manoir porte ce nom à cette date. Auparavant la chapelle était dédiée à sainte Brigitte et le manoir était dénommé manoir de la chapelle de Guignen ou manoir de la chapelle de Tiercent, du nom des seigneurs qui le possédaient jusqu'au début du XVe siècle.
La famille du Bouëxic, qui donna par la suite du nom du manoir, est originaire de Néant et remonte en ligne directe à Jehan du Bouëxic, qui avait épousé Guillemette de Quenellec et qui vivait vers 1400. L'une de ses branches, les Bouëxic de Pinieux, fournit les seigneurs de La Chapelle.

### Temps modernes
Le 10 mai 1601 l'évêque de Saint-Malo Jean Dubec-Crespin permit à Louis du Bouëxic de construire des fonts baptismaux dans la chapelle, les baptêmes continuant à être célébrés par le clergé de Guignen.
Une ordonnance épiscopale de Sébastien de Guémadeuc en date du 15 février 1676 créa la trève dans la chapelle du Bouëxic, qui demeurait une subdivision de la paroisse de Guignen ; les paroissiens de la trève devant toutefois deux fois l'an, le dimanche de la Quasimodo et le jour de la Saint-Martin, se rendre en procession à Guignen pour y entendre le divin service.
Anciennement sur le territoire de Guignen, La Chapelle-Bouëxic doit son organisation spécifique à son statut de paroisse acquis en 1711. Le 21 juin 1711 l'ancienne chapelle, qui a été remplacée par une église neuve à l'initiative de la famille Bouëxic, acquiert son indépendance vis-à-vis de Guignen en devenant église paroissiale, dédiée désormais à saint Joseph, par ordonnance épiscopale de Vincent-François des Maretz, évêque de Saint-Malo.
Le 9 juillet 1711 l'évêque des Maretz donne à la famille Bouëxic le privilège de nommer le recteur. Il officialise comme premier recteur, Guy de Rouillac, présenté par cette même famille.

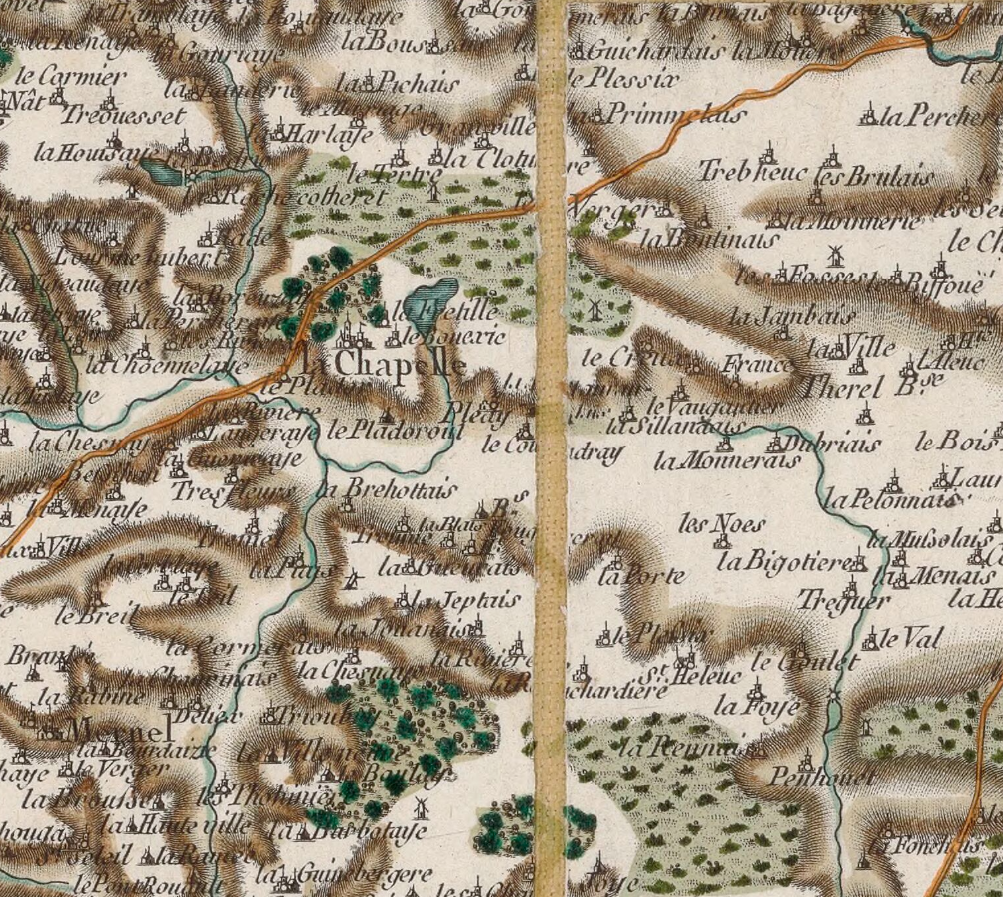
Carte de Cassini de La Chpelle-Bouëxic et de ses environs (1785).

Le 27 mai 1743 Jean-Joseph de Fogasses d'Entrechaux de La Bastie, évêque de Saint-Malo et successeur de Vincent-François des Maretz, confirme l'érection de La Chapelle-Bouëxic en paroisse.
Jean-Baptiste Ogée donne en 1778 du terroir de La Chapelle-Bouëxic un aperçu plutôt avantageux : « Des grains, du cidre, des pâturages excellents, sont les richesses de ce territoire, qui serait bien plus riche si les habitants daignaient cultiver les landes étendues qu'on y trouve, landes dont le sol excellent (et qui) les dédommageraient amplement de leur travail, pour peu qu'ils y donnassent leurs soins ».
Il décrit aussi ainsi la paroisse :

« La Chapelle-Bouëxic ; sur une hauteur, près le grand chemin de Rennes à Malestroit ; à 17 lieues un tiers au sud de Saint-Malo , son évêché ; et à 6 lieues un quart de Rennes, sa subdélégation et son ressort. On y compte 900 communiants. La cure est présentée par M. de Bouexic de Pinieuc, seigneur du lieu , où il possède la maison de la Chapelle-Bouëxic, haute, moyenne et basse justice : cette maison appartenait, en 1590, à Louis du Bouexic, sieur de la Chapelle, qui eut un fils conseiller au Parlement de Bretagne. »

### Révolution française
Le 19 janvier 1790 le château de La Chapelle-Bouëxic est pillé au moment de la Révolution française, ce qui entraîne l'incendie des papiers seigneuriaux (chartriers).
Michel Olivier, présenté par Joseph du Bouéxic, devint recteur de La Chapelle-Bouëxic le 7 juin 1786 ; il fut chassé lors de la Terreur, mais redevint recteur en 1803, après le Concordat, et le resta jusqu'en 1806..

### LeXIXesiècle
A. Marteville et P. Varin, continuateurs d'Ogée, écrivent en 1843 que La Chapelle-Bouëxic compte alors 2 064 hectares dont 779 ha de terres labourables, 235 ha de prés et pâtures, 27 ha en vergers et jardins, 7 ha d'étangs, 210 ha de bois et 733 ha de landes et terres incultes. Deux moulins étaient en activité à cette époque : le moulin à eau de la Gaie et le moulin à vent de la Mouraudais.
Ils décrivent ainsi La Chapelle-Bouëxic en 1843 :

« La Chapelle-Bouëxic (sous l'invocation de saint Joseph) : commune formée de l'ancienne paroisse de ce nom ; aaujourd'hui succursale. (..) Principaux villages : le Préquerat, la Jossais, la Roche-aux-Fougeroux, la Buinais, la Monnerie, la Silandais, la Rivière de Courouet, la Jettais, le Plat-d'Or, le Mariage, la Gommeraie, le Brulay, le Pledie. Maison principale : le château de La Chapelle-Bouëxic. (..) La commune de La Chapelle-Bouëxic est traversée du nord-est au sud-ouest par la route départementale de Pont-Réan à Guer, n°12 d'Ille-et-Vilaine. Elle est limitée, dans une partie de l'ouest, par la petite rivière de Combs. Enfin elle contient le grand bois Chapelle et au sud celui du Courouet. Il y a foire le 3 mai. Géologie : schiste argileux ; au nord quartzite et schiste rouge. On parle le français [en fait le gallo]. »

### LeXXesiècle

#### La Belle Époque

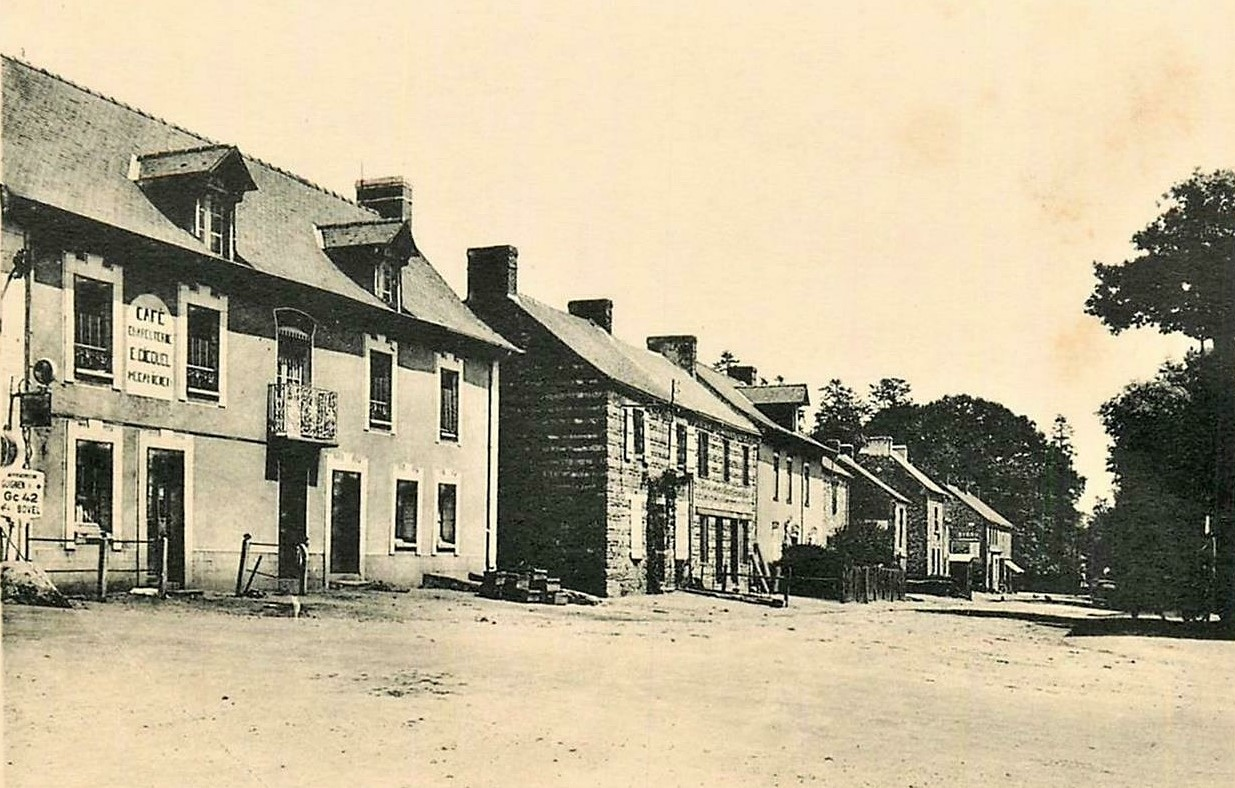
La Chapelle-Bouëxic ː la rue principale au début du XXe siècle (carte postale).
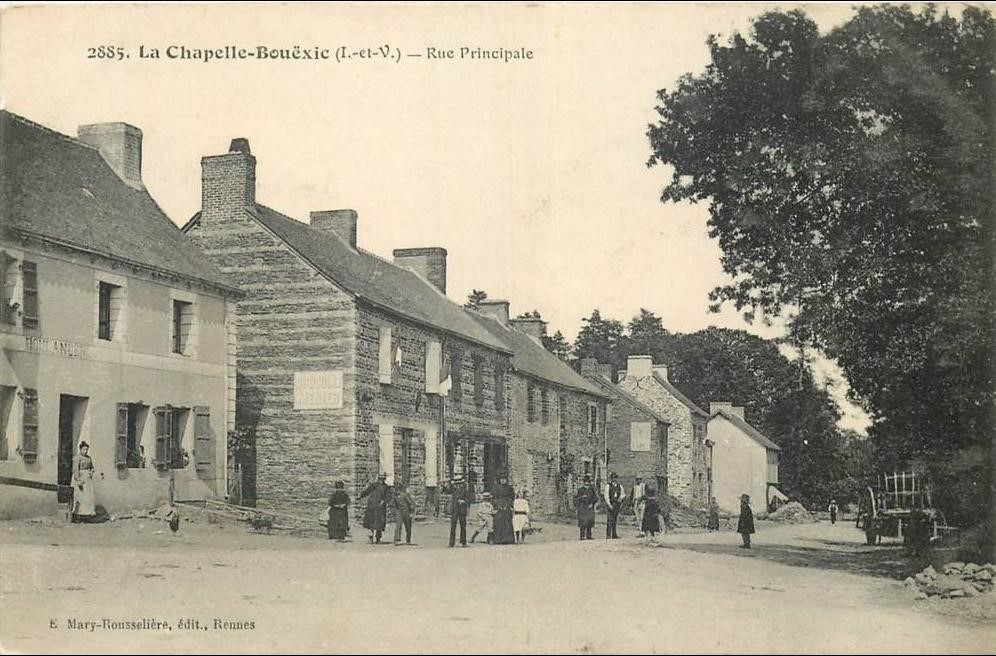
La Chapelle-Bouëxic ː la rue principale au début du XXe siècle (carte postale).
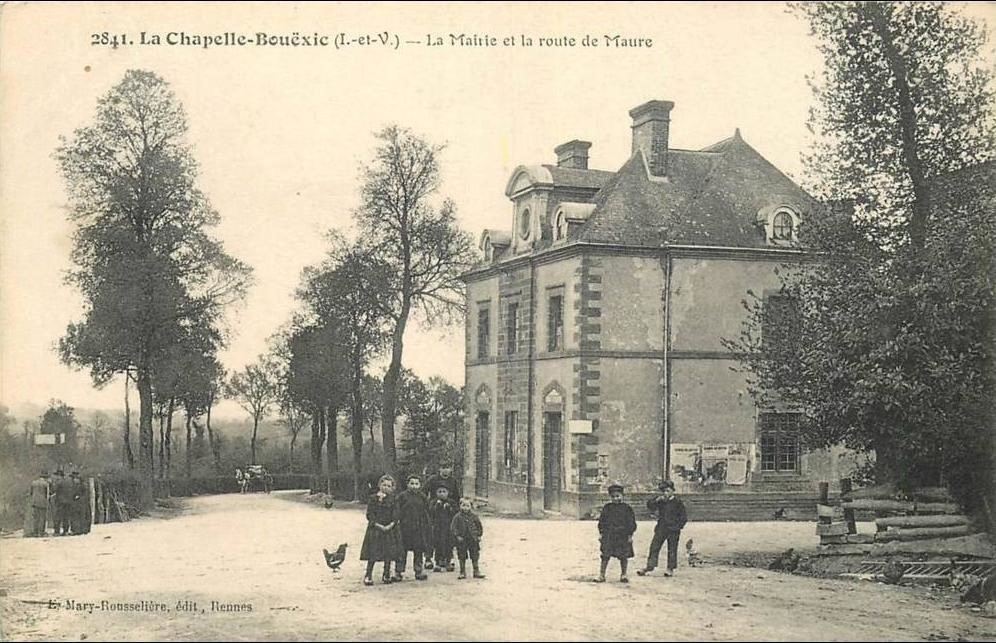
La Chapelle-Bouëxic ː la mairie et la route de Maure au début du XXe siècle (carte postale).
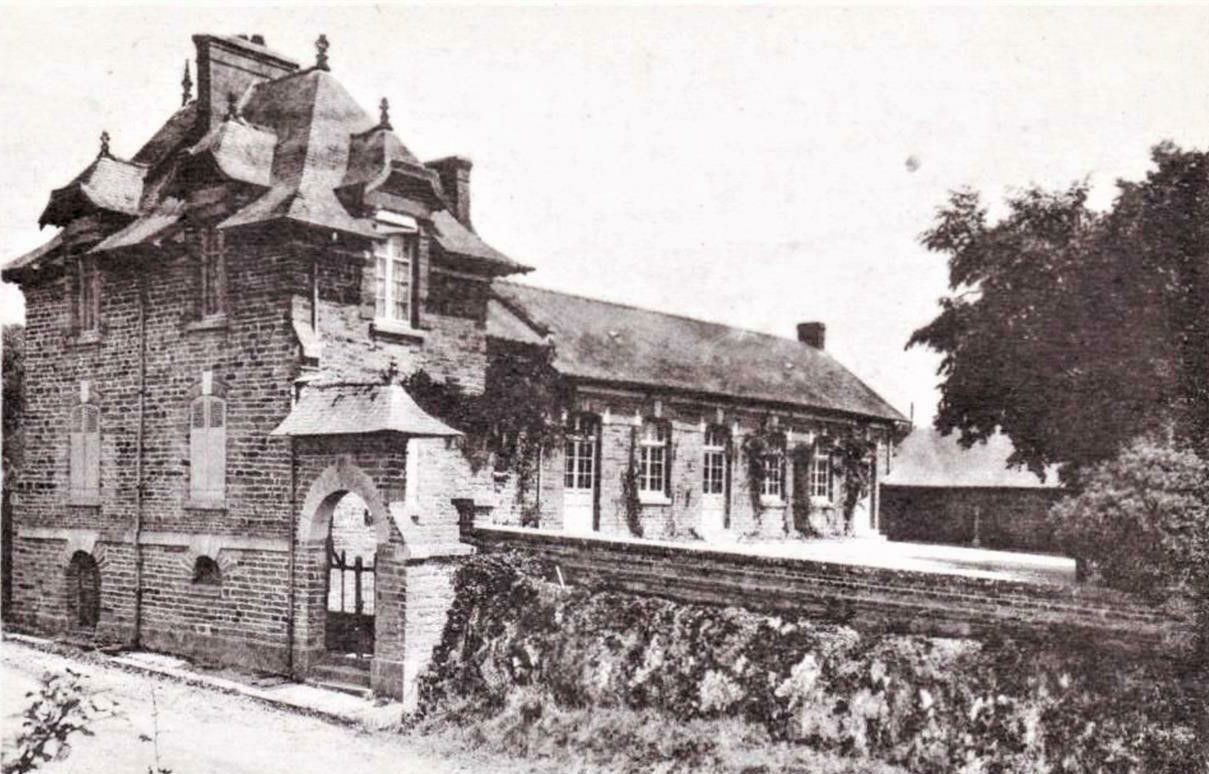
La Chapelle-Bouëxic ː l'école des garçons au début du XXe siècle (carte postale).

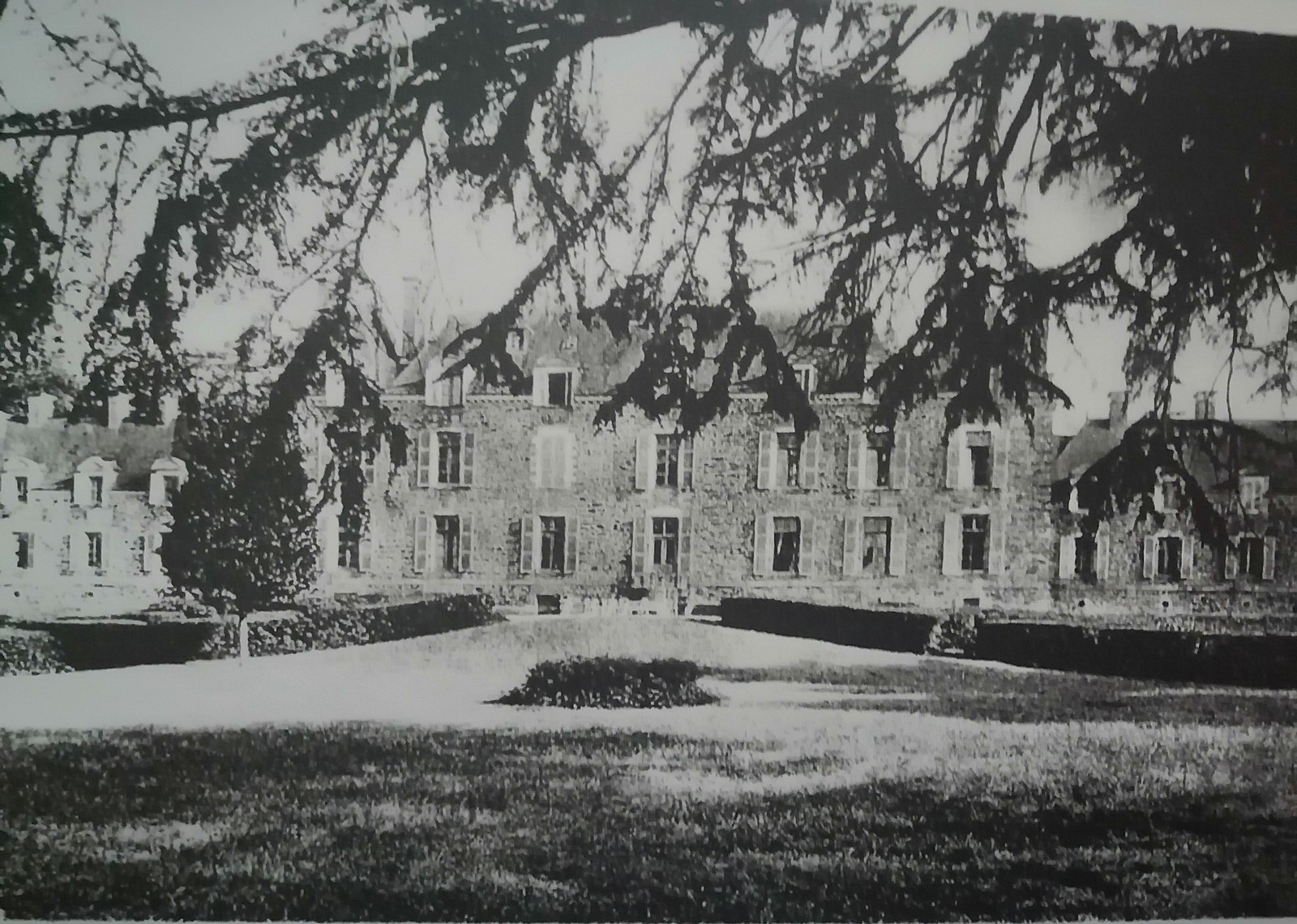
La Chapelle-Bouëxic ː le château au début du XXe siècle siècle (carte postale).
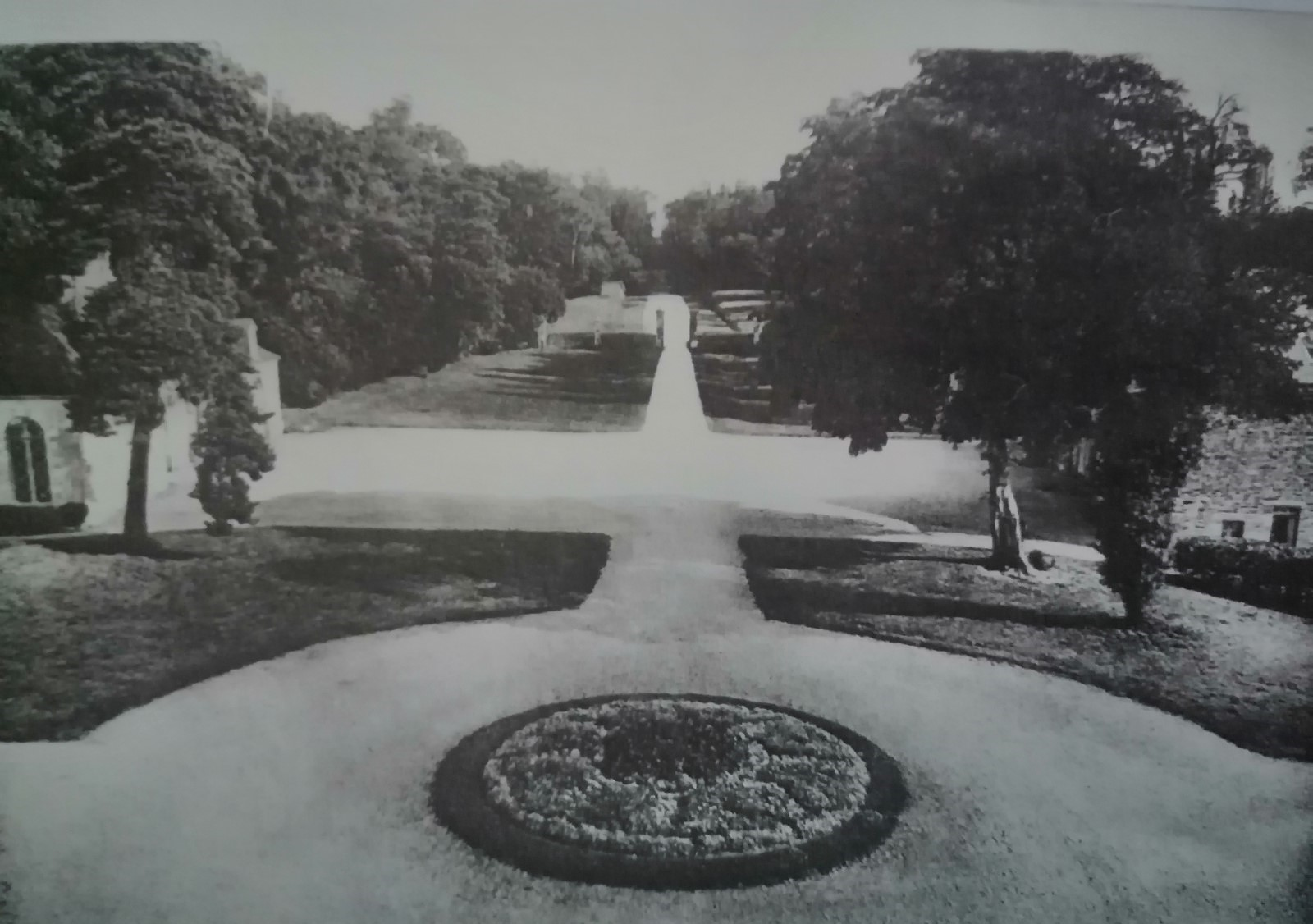
Le parc du château au début du XXe siècle (carte postale).

La ligne des Tramways d'Ille-et-Vilaine  allant de Bréal-sous-Montfort (correspondance avec la ligne de Rennes à Plélan-le-Grand) à Redon via Maure et Pipriac ouvrit en 1912 et ferma dès 1937. Cette ligne de tramway passait par Bovel et La Chapelle-Bouëxic. Un article du journal L'Ouest-Éclair du 9 avril 1912 relate l'inauguration du tramway entre Rennes et La Chapelle-Bouëxic.

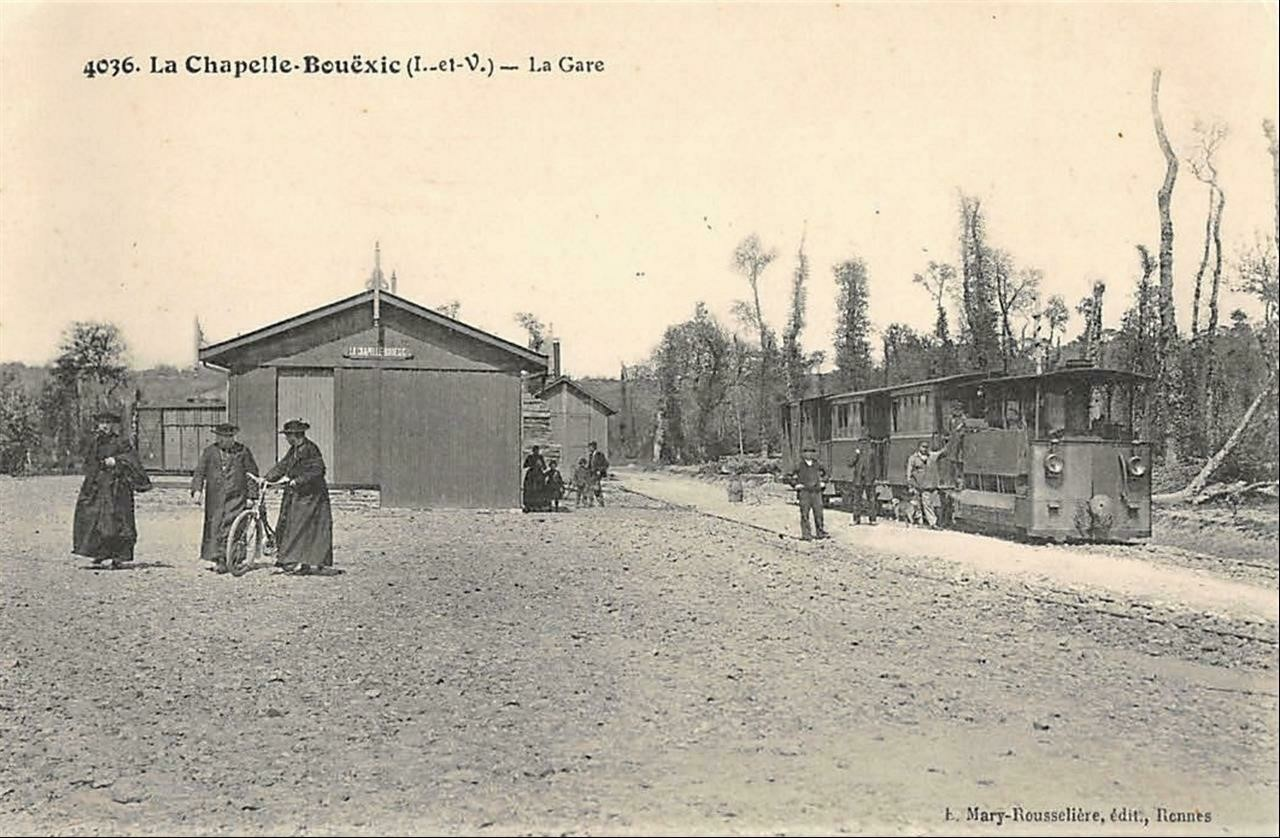
La Chapelle-Bouëxic ːla gare du tramway (carte postale).
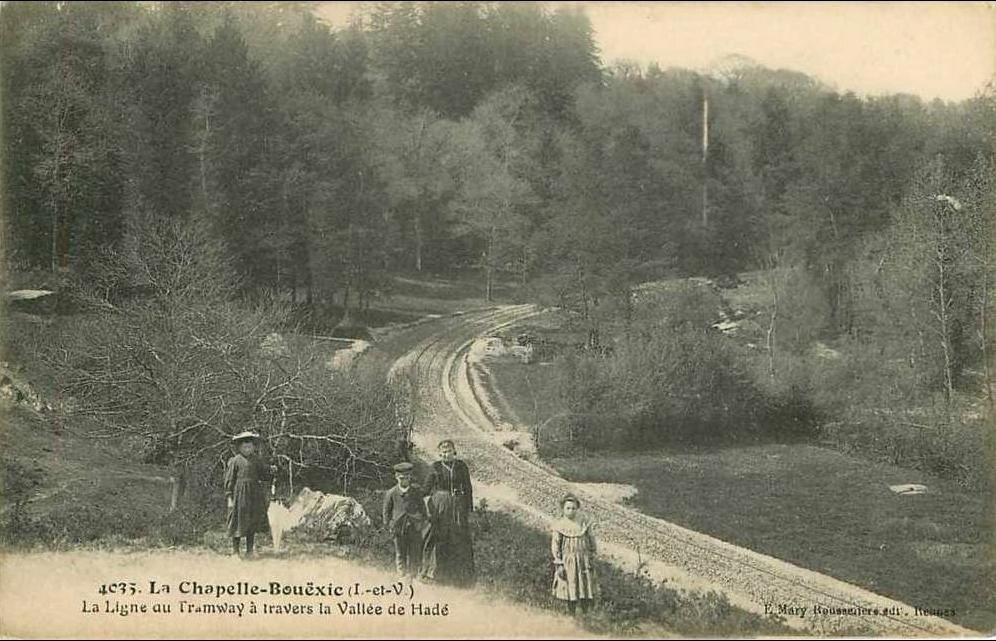
La ligne de tramway dans la vallée du Hadé (carte postale).

#### La Première Guerre mondiale

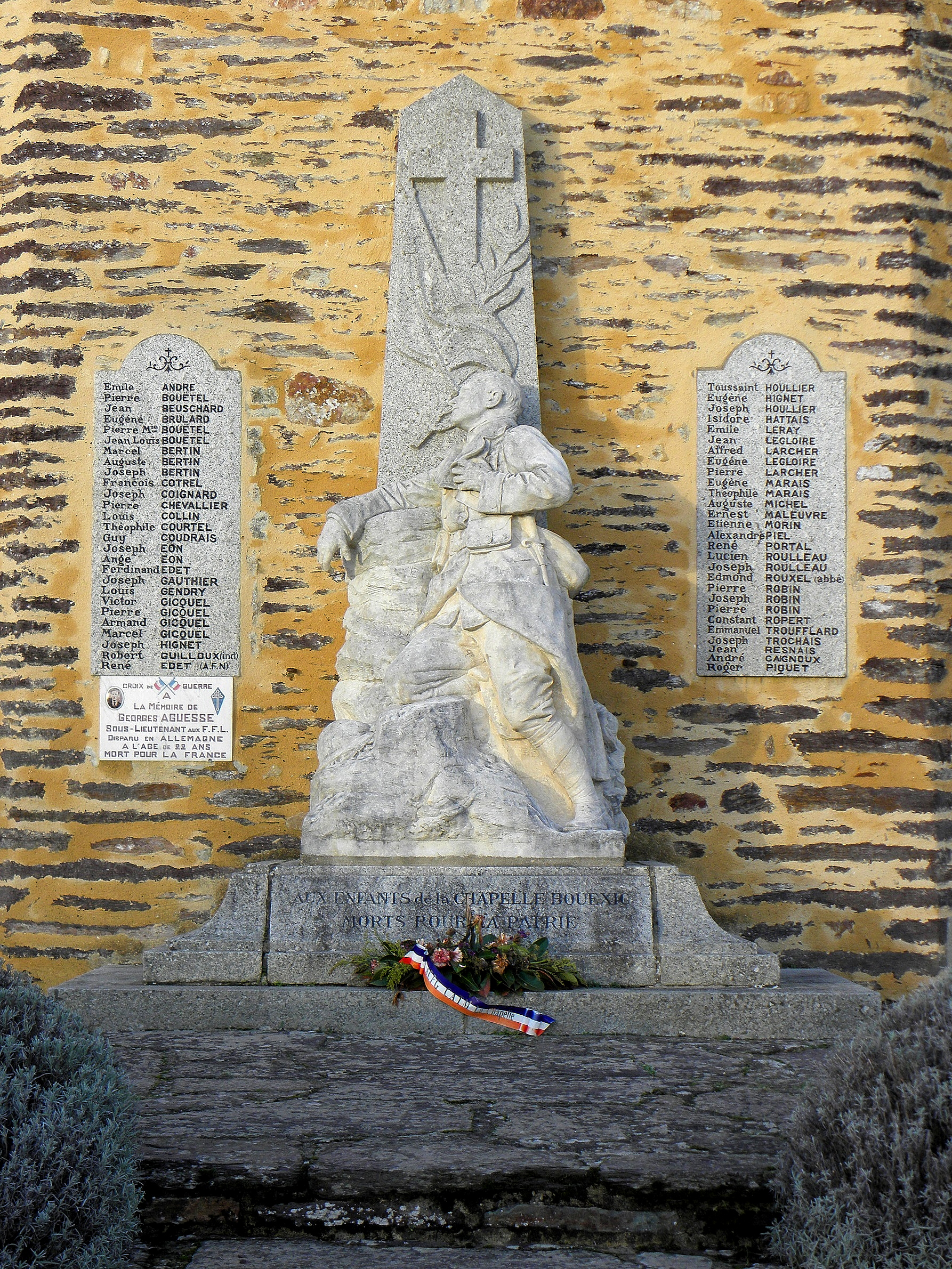
Le monument aux morts de La Chapelle-Bouëxic.

Le monument aux morts de La Chapelle-Bouëxic porte les noms de 43 soldats morts pour la France pendant la Première Guerre mondiale ; ; parmi eux 2 au moins meurent en Belgique (Pierre Chevalier le 22 août 1914 à Maissin et René Portal le 27 mai 1918 à Vierstraat ; tous les autres sont morts sur le sol français, dont Albert Houllier et Toussaint Houllier, tous deux décorés de la Médaille militaire et de la Croix de Guerre et François Cottrel, décoré de la Médaille militaire ; Amand Feuillard est décédé des suites de ses blessures le 23 janvier 1919, donc après l'armistice, à l'hôpital de Compiègne.

#### L'Entre-deux-guerres
Le monument aux morts est édifié par le sculpteur Jules Déchin ; il a la forme d'un obélisque en granitesur socle présentant une statue en calcaire et ronde-bosse d'un poilu bessé, le genou plié et est orné de diverses croix, drapeaux et palme ; des plaques scellées sur le mur de l'église portent les noms des morts pour la France ; il porte l'inscription "AUX ENFANTS DE LA CHAPELLE BOUËXIC MORTS POUR LA PATRIE".

#### La Seconde Guerre mondiale
Le monument aux morts de La Chapelle-Bouēxic porte le nom d'un seul mort pour la France pendant la Seconde Guerre mondiale : Georges Aguesseau, résistant, déporté au camp de concentration de Natzweiler, mort le 7 juillet 1944.

#### L'après Seconde Guerre mondiale
Un soldat originaire de La Chapelle-Bouëxic (Robert Guilloux) meurt pour la France pendant la Guerre d'Indochine et un (René Edet) pendant la Guerre d'Algérie.

## Politique et administration
| Période                                  | Période              | Identité                  | Étiquette | Qualité                                                                        |
| ---------------------------------------- | -------------------- | ------------------------- | --------- | ------------------------------------------------------------------------------ |
| 1947                                     | ...                  | Louis Édet                | Soc ind   |                                                                                |
| avant 1981                               | mars 1983            | Paul Ropert               |           |                                                                                |
| mars 1983                                | janvier 1992 (décès) | René Coudrais (1921-1992) |           | Agriculteur                                                                    |
| janvier 1992                             | mars 2008            | Jean Gicquel              |           | Chef d'entreprise, ancien premier adjoint Maire honoraire (2008)               |
| mars 2008                                | En cours             | Roger Morazin,            | PS        | Directeur d'école, conseiller départemental du canton de Guichen (depuis 2015) |
| Les données manquantes sont à compléter. |                      |                           |           |                                                                                |

## Démographie
L'évolution du nombre d'habitants est connue à travers les recensements de la population effectués dans la commune depuis 1793. Pour les communes de moins de 10 000 habitants, une enquête de recensement portant sur toute la population est réalisée tous les cinq ans, les populations de référence des années intermédiaires étant quant à elles estimées par interpolation ou extrapolation. Pour la commune, le premier recensement exhaustif entrant dans le cadre du nouveau dispositif a été réalisé en 2007.

En 2022, la commune comptait 1 527 habitants, en évolution de +6,04 % par rapport à 2016 (Ille-et-Vilaine : +5,46 %, France hors Mayotte : +2,11 %).
| 1793 | 1800 | 1806 | 1821 | 1831 | 1836  | 1841  | 1846  | 1851  |
| ---- | ---- | ---- | ---- | ---- | ----- | ----- | ----- | ----- |
| 957  | 782  | 883  | 959  | 991  | 1 056 | 1 083 | 1 113 | 1 116 |

| 1856  | 1861  | 1866  | 1872  | 1876  | 1881  | 1886  | 1891  | 1896  |
| ----- | ----- | ----- | ----- | ----- | ----- | ----- | ----- | ----- |
| 1 074 | 1 086 | 1 128 | 1 174 | 1 171 | 1 194 | 1 207 | 1 182 | 1 186 |

| 1901  | 1906  | 1911  | 1921 | 1926 | 1931 | 1936 | 1946 | 1954 |
| ----- | ----- | ----- | ---- | ---- | ---- | ---- | ---- | ---- |
| 1 116 | 1 131 | 1 102 | 965  | 940  | 893  | 864  | 803  | 734  |

| 1962 | 1968 | 1975 | 1982 | 1990 | 1999 | 2006  | 2007  | 2012  |
| ---- | ---- | ---- | ---- | ---- | ---- | ----- | ----- | ----- |
| 712  | 656  | 629  | 599  | 670  | 809  | 1 087 | 1 125 | 1 340 |

| 2017  | 2022  | - | - | - | - | - | - | - |
| ----- | ----- | - | - | - | - | - | - | - |
| 1 475 | 1 527 | - | - | - | - | - | - | - |

## Lieux et monuments

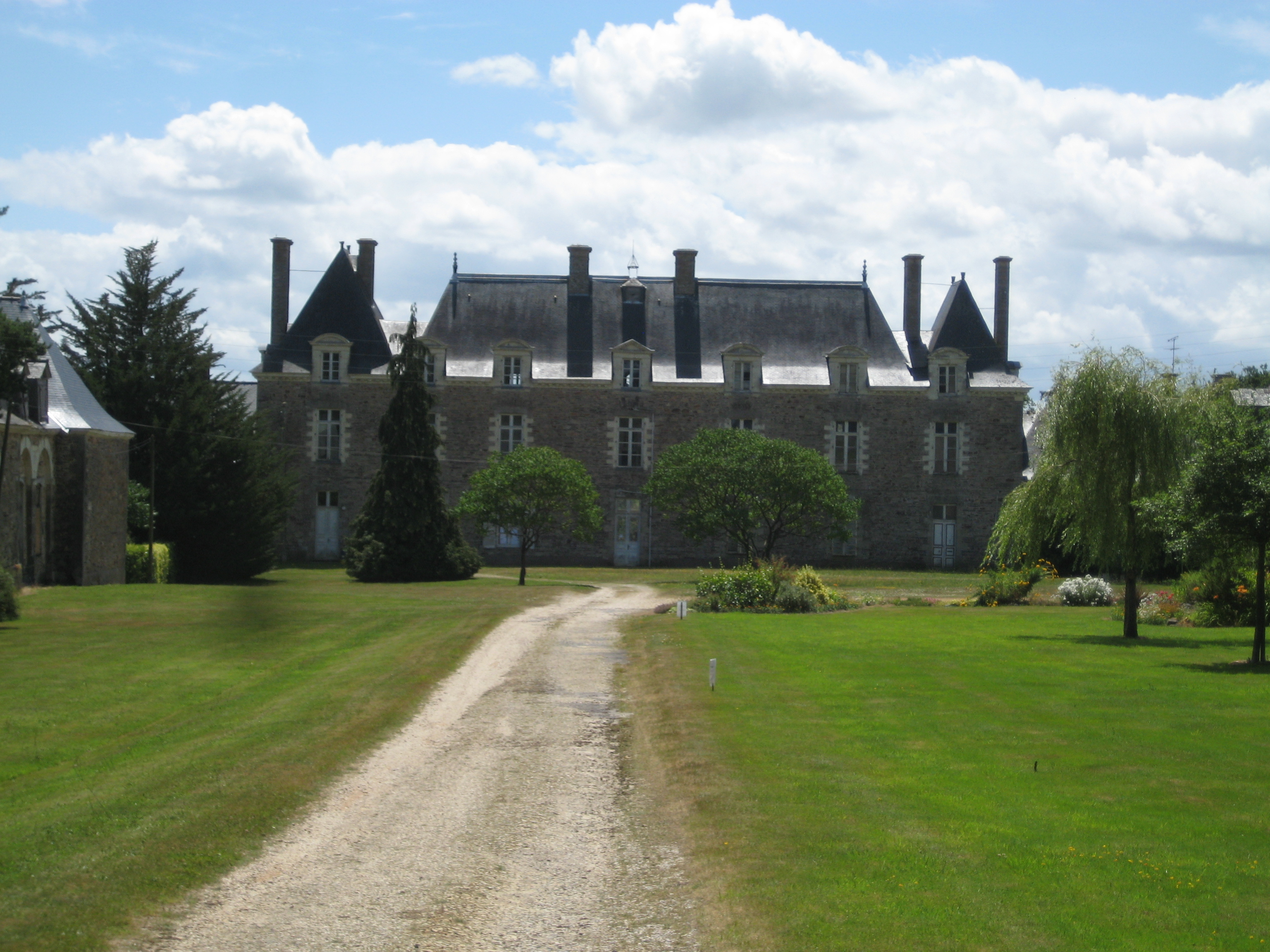
Le château du Bouëxic, vu de l'entrée principale.

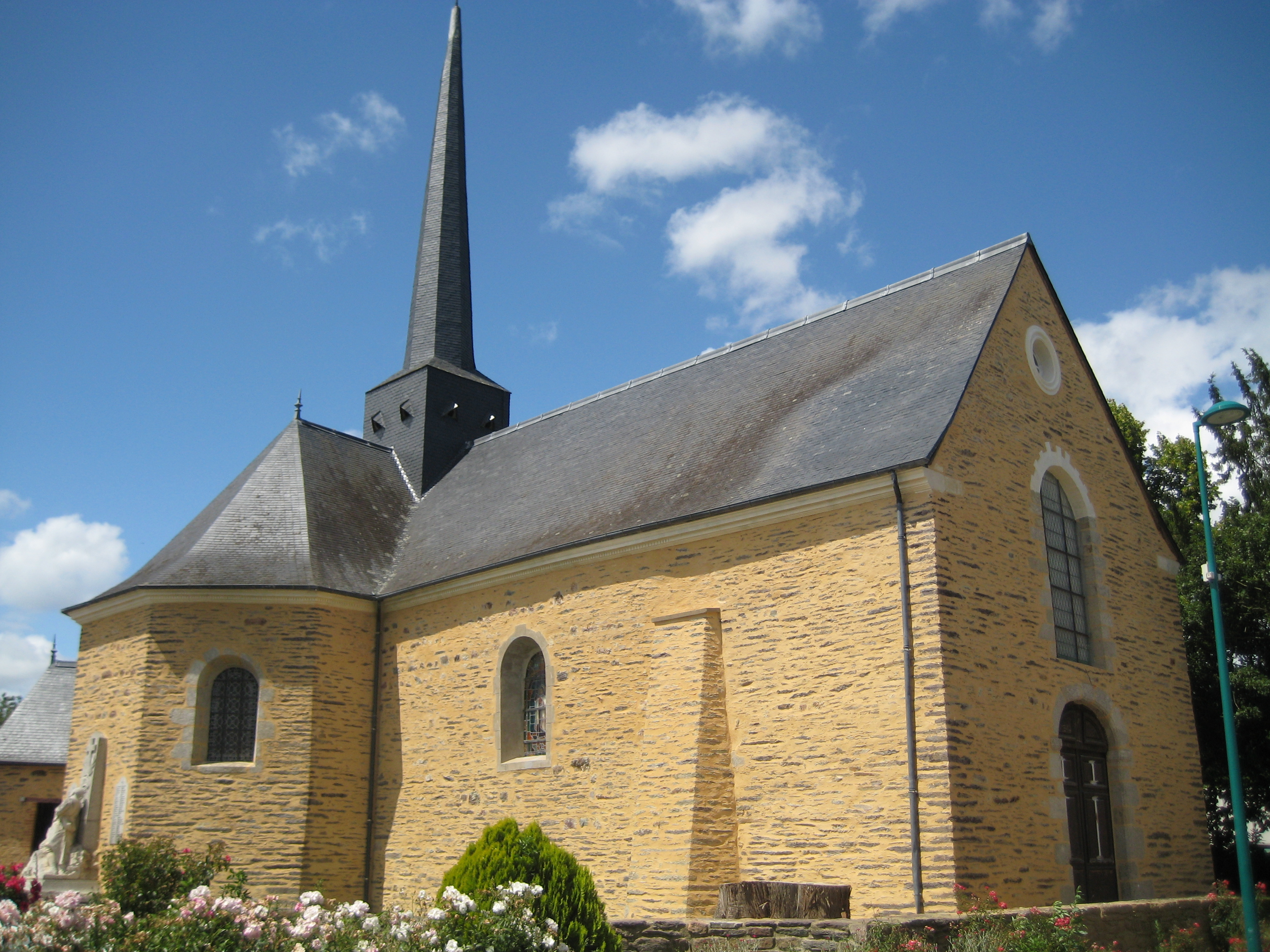
Église Saint-Joseph.

- Le château du Bouëxic (XVe -XVIIe siècle) est inscrit aux monuments historiques en 2015. Mentionné dans les archives dès 1427, il possédait jadis un droit de haute justice et des fourches patibulaires. Il fut la propriété de la famille du Tiercent en 1427 et en 1562, puis de la famille du Bouëxic (du XVIe au XVIIIe siècle), des Quesnel de la Morinière de 1806 à 1824, de la famille de Menou jusqu'en 1949. La façade principale est rythmée par des baies à encadrement de pierre blanche contrastant avec le schiste violet du pays. Le château a été pillé au moment de la Révolution française, le 19 janvier 1790, ce qui entraîna l'incendie des papiers seigneuriaux. Aujourd'hui, le château n'appartient plus à la commune de La Chapelle-Bouëxic, mais a été vendu à un particulier.

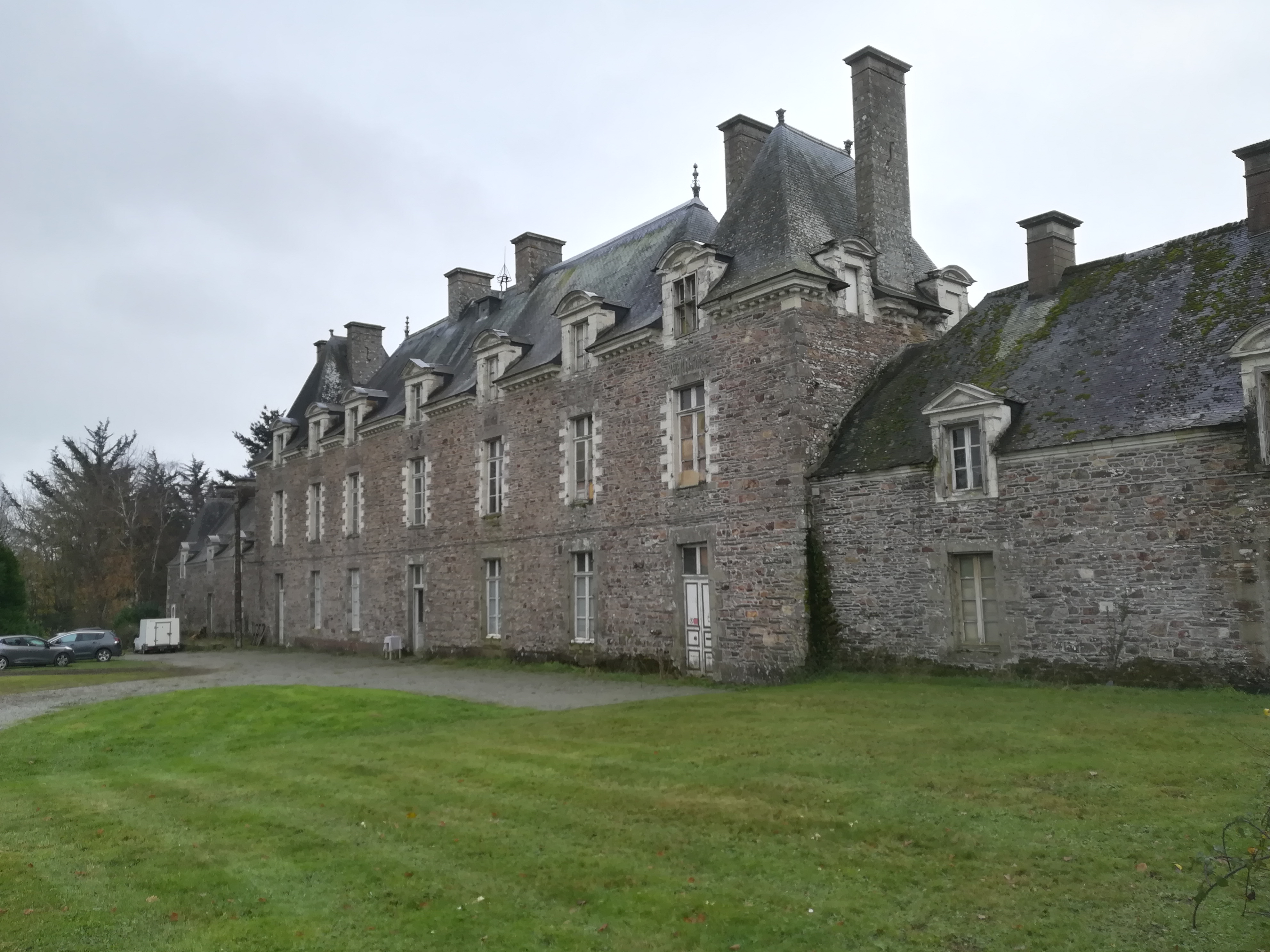
Le château du Bouëxic.
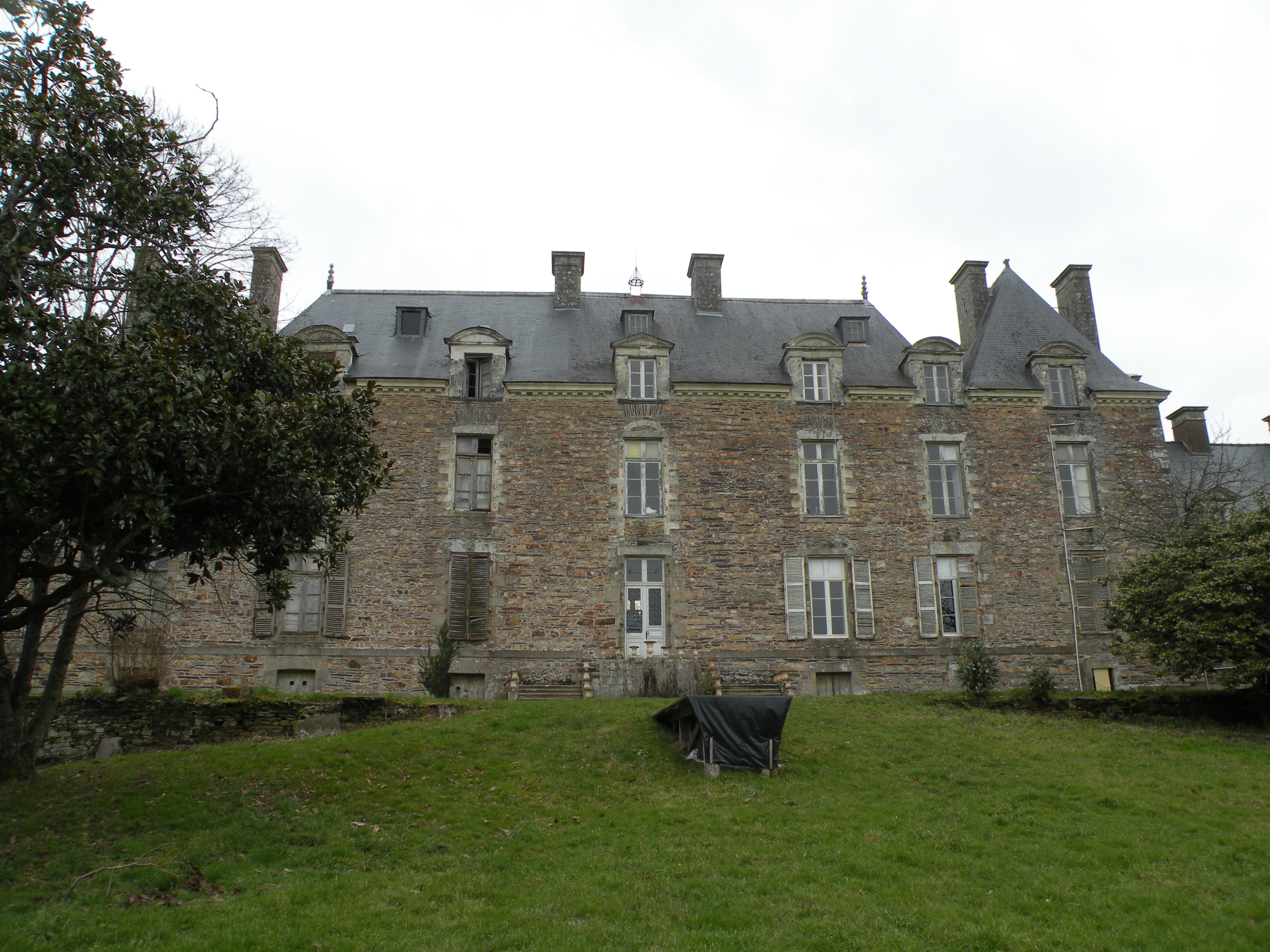
Le château du Bouëxic : façade sud.
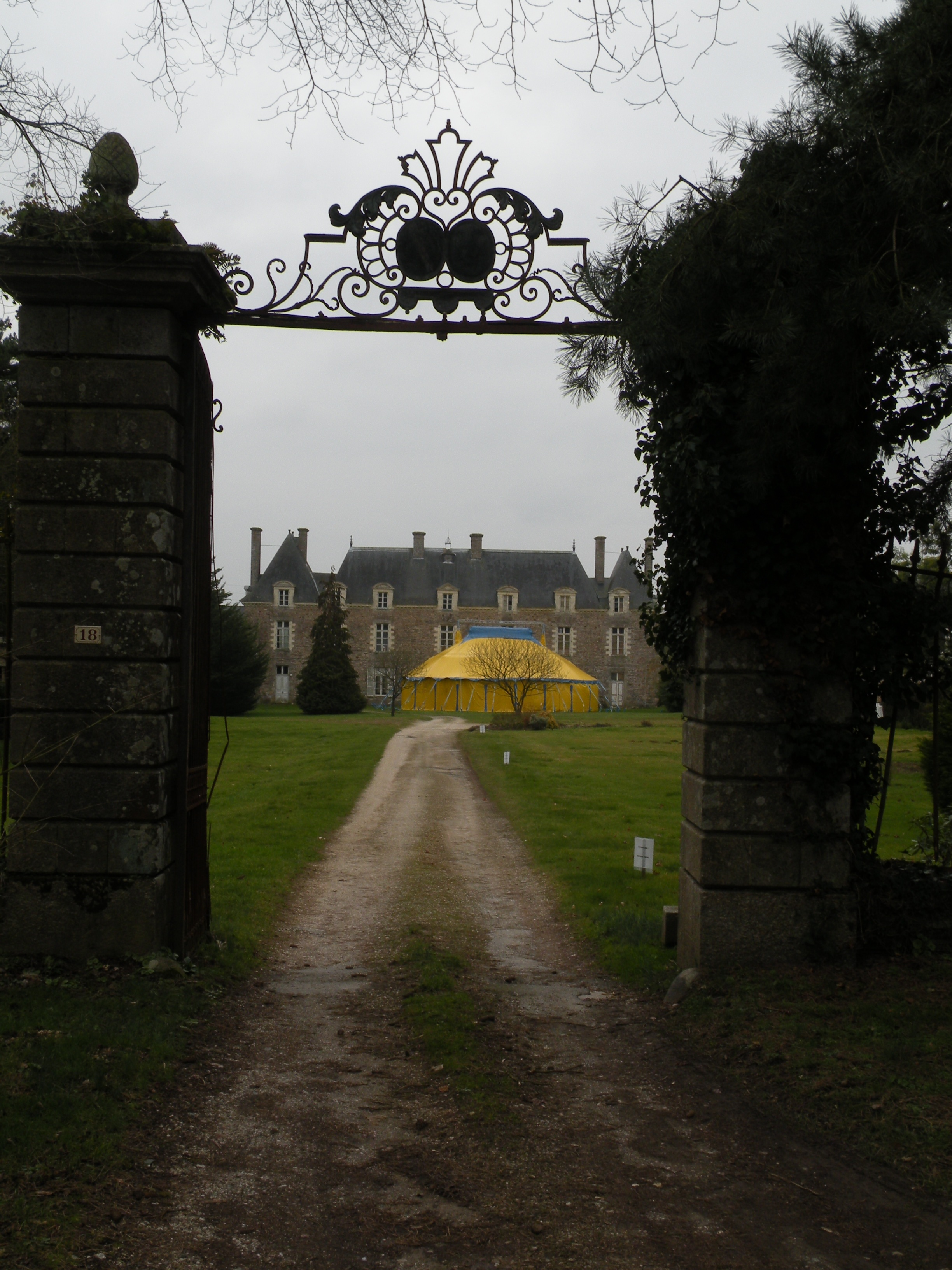
Le château vu du portail d'entrée.

- L'église Saint-Joseph (XVIIe siècle à 1908) : construite à la fin du XVIIe siècle, l'église forme une croix latine dont on a récemment allongé le pied. Elle a été fondée par le seigneur M. de la Chapelle-Bouëxic. La confrérie du Rosaire y était érigée (Pouillé de Rennes). Plusieurs peintures, dont une pietà, ornent les retables des trois autels (XVIIIe siècle). Le retable du maître-autel date de 1731-1732 : il est l'œuvre de Bertrand Frotin et de Thomas Le Jour, menuisiers de Rennes. La statue de sainte Brigitte date du XVI-XVIIe siècle et celle de saint Cornély date du XVIIIe siècle. À voir aussi un Christ et un groupe en pierre du XVIe siècle figurant une Mise au tombeau.

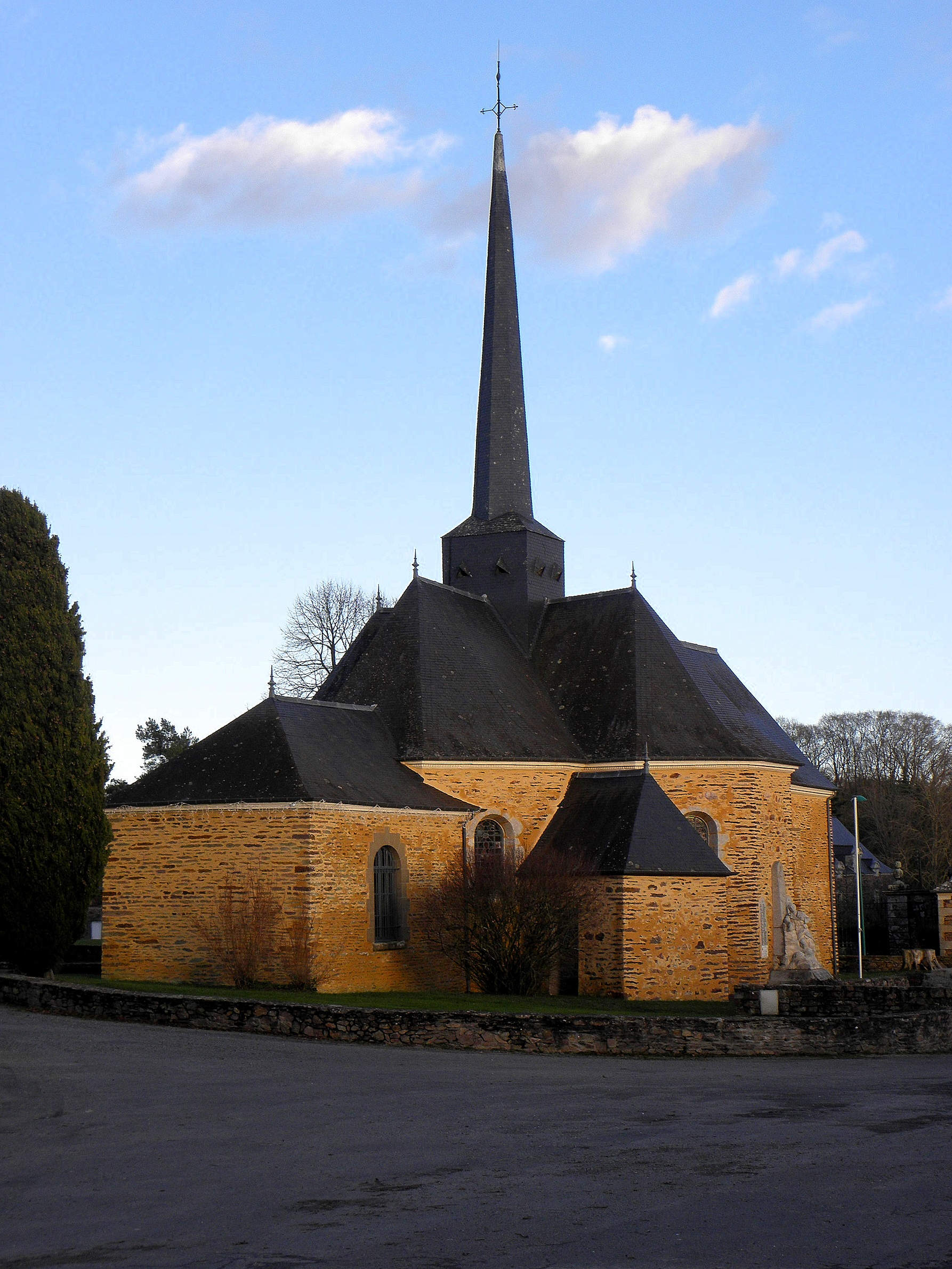
L'église paroissiale Saint-Joseph.
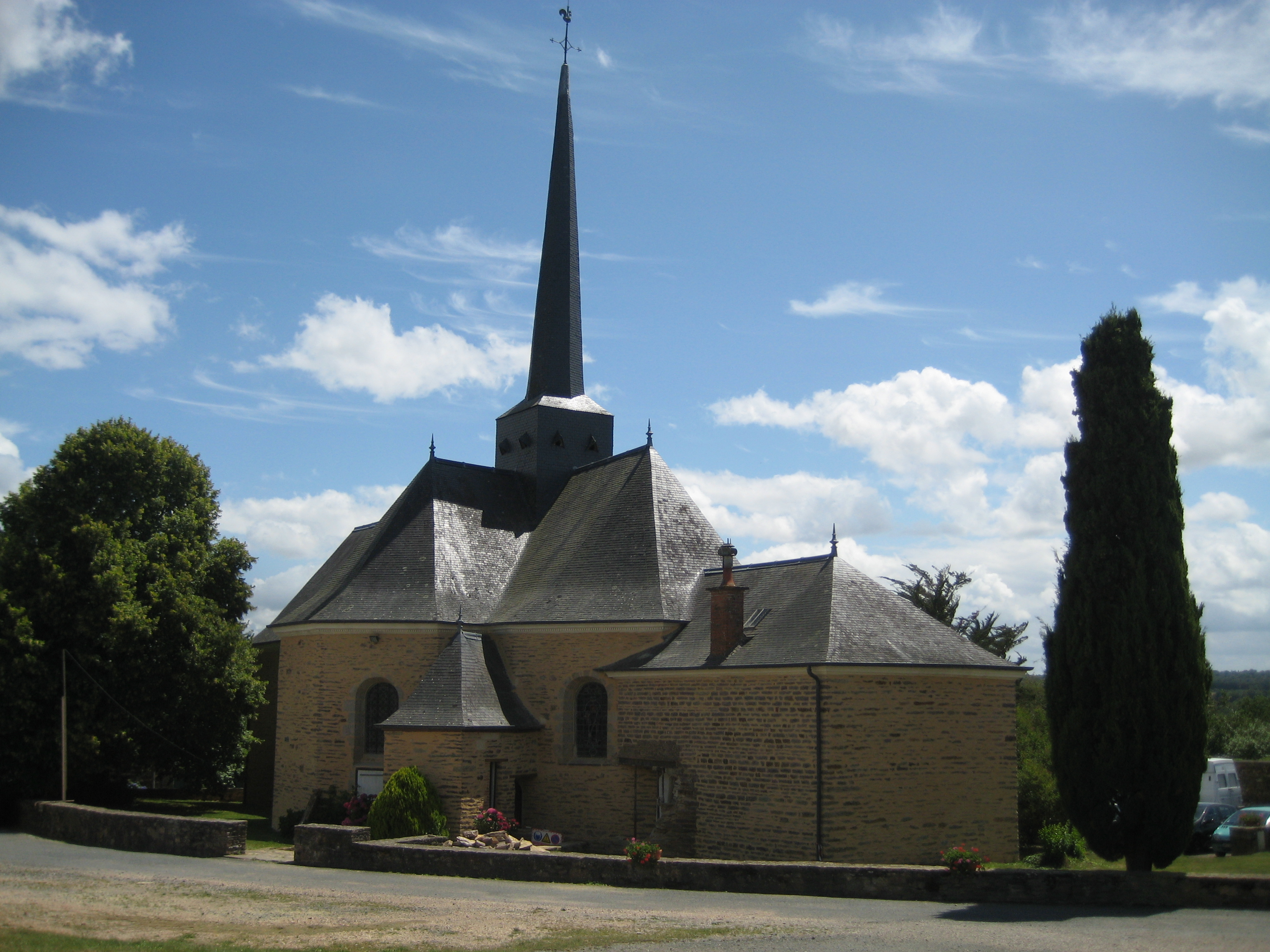
L'église paroissiale Saint-Joseph.

- Manoir (XVIe-XVIIIe siècle) : situé au lieu-dit la Piloire, propriété de la famille Bouëxic au XVIIIe siècle, il sert de presbytère à partir de 1711, au moment de la construction de l'église Saint-Joseph.
- Étang de la Gaie : exemple d'étang méso-dystrophe[43].

## Personnalités liées à la commune
- Mathilde Hignet (née en 1993), députée, a passé son enfance à La Chapelle-Bouëxic.